# سو یی-هیون
سو یی-هیون (انگلیسی: So Yi-hyun؛ زادهٔ ۲۸ اوت ۱۹۸۴) بازیگر اهل کره جنوبی است. وی از سال ۲۰۰۲ میلادی تاکنون مشغول فعالیت بوده‌است. از فیلم‌ها یا مجموعه‌های تلویزیونی که وی در آنها ایفای نقش کرده‌است می‌توان به ضربان قلب اشاره کرد.